# 230 État 960 à 984
 (août 2025).
Si vous disposez d'ouvrages ou d'articles de référence ou si vous connaissez des sites web de qualité traitant du thème abordé ici, merci de compléter l'article en donnant les références utiles à sa vérifiabilité et en les liant à la section « Notes et références ».
 (août 2025).
La mise en forme du texte ne suit pas les recommandations de Wikipédia : il faut le « wikifier ».
Les points d'amélioration suivants sont les cas les plus fréquents. Le détail des points à revoir est peut-être précisé sur la page de discussion.
- Les titres sont pré-formatés par le logiciel. Ils ne sont ni en capitales, ni en gras.
- Le texte ne doit pas être écrit en capitales (les noms de famille non plus), ni en gras, ni en italique, ni en « petit »…
- Le gras n'est utilisé que pour surligner le titre de l'article dans l'introduction, une seule fois.
- L'italique est rarement utilisé : mots en langue étrangère, titres d'œuvres, noms de bateaux, etc.
- Les citations ne sont pas en italique mais en corps de texte normal. Elles sont entourées par des guillemets français : « et ».
- Les listes à puces sont à éviter, des paragraphes rédigés étant largement préférés. Les tableaux sont à réserver à la présentation de données structurées (résultats, etc.).
- Les appels de note de bas de page (petits chiffres en exposant, introduits par l'outil «  Source ») sont à placer entre la fin de phrase et le point final[comme ça].
- Les liens internes (vers d'autres articles de Wikipédia) sont à choisir avec parcimonie. Créez des liens vers des articles approfondissant le sujet. Les termes génériques sans rapport avec le sujet sont à éviter, ainsi que les répétitions de liens vers un même terme.
- Les liens externes sont à placer uniquement dans une section « Liens externes », à la fin de l'article. Ces liens sont à choisir avec parcimonie suivant les règles définies. Si un lien sert de source à l'article, son insertion dans le texte est à faire par les notes de bas de page.
- La présentation des références doit suivre les conventions bibliographiques. Il est recommandé d'utiliser les modèles {{Ouvrage}}, {{Chapitre}}, {{Article}}, {{Lien web}} et/ou {{Bibliographie}}. Le mode d'édition visuel peut mettre en forme automatiquement les références.
- Insérer une infobox (cadre d'informations à droite) n'est pas obligatoire pour parachever la mise en page.

Pour une aide détaillée, merci de consulter Aide:Wikification.
Si vous pensez que ces points ont été résolus, vous pouvez retirer ce bandeau et améliorer la mise en forme d'un autre article.
Les Ten wheel numéros 960 à 984 sont des locomotives à vapeur construites par la société Sächsische Maschinenfabrik, sise à Chemnitz, entre 1910 et 1918 pour les chemins de fer de Saxe où elles furent classées : série XII H2 n° ?? à ??. Elles furent attribuées à l'Administration des chemins de fer de l'État au titre des prestations d'armistice à la suite de la Première Guerre mondiale. Elles étaient des machines à trois essieux moteurs couplés de la classe des 230.

## Genèse

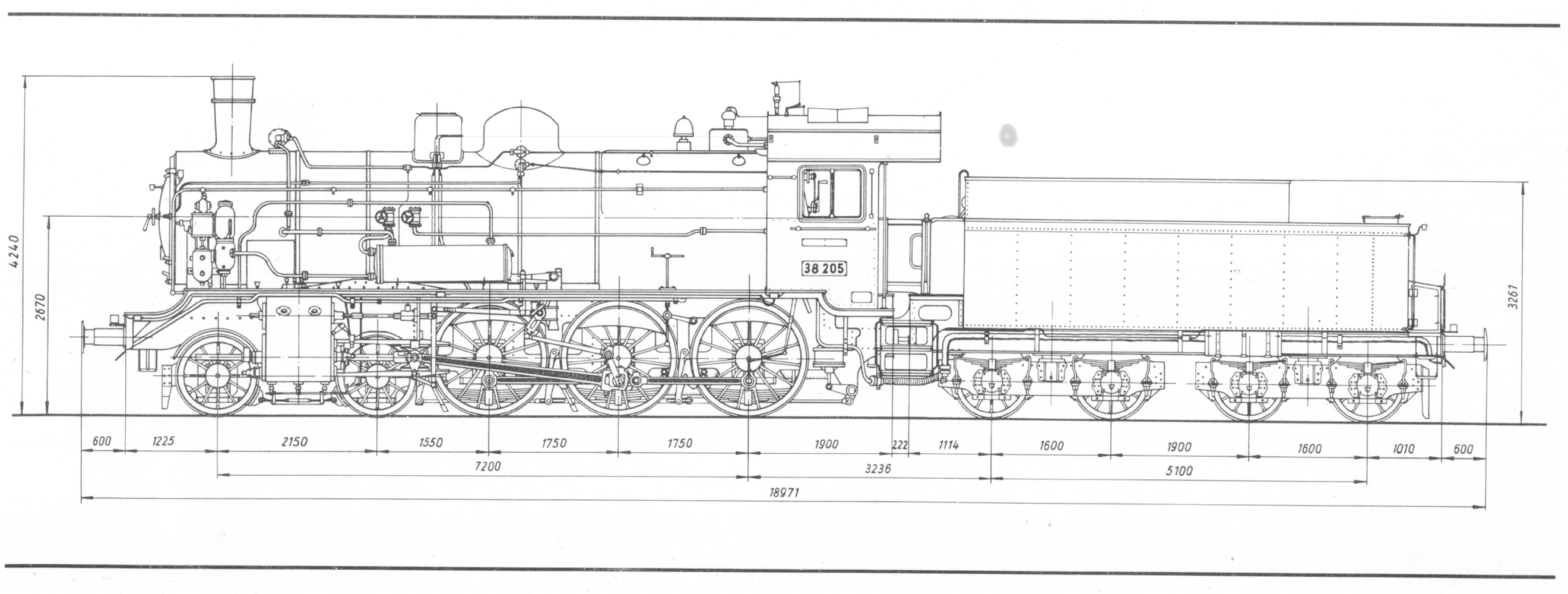
Schéma d'une XII H2

Vers 1910, une série des locomotives puissantes pour le trafic voyageurs dans les régions vallonnées de la Saxe est devenue nécessaire. Les locomotives du type XII H2 des chemins de fer de saxe sont construites entre 1910 et 1927 par l'usine de Hartmann à Chemnitz, à la même temps que les types X H1 et XII H1 (pour les trains rapides) et selon des principes de construction similaires. 159 exemplaires sont construits jusqu'à 1922 dont 25 sont transférés en France comme réparations de guerre. En 1927, dix locomotives sont construites en plus. Les locomotives étaient considérées comme étant puissantes, robustes, faciles à utiliser et fiables. Elles sont utilisées jusqu'à 1970, et la 38 205 est conservée comme pièce de musée.

## Description

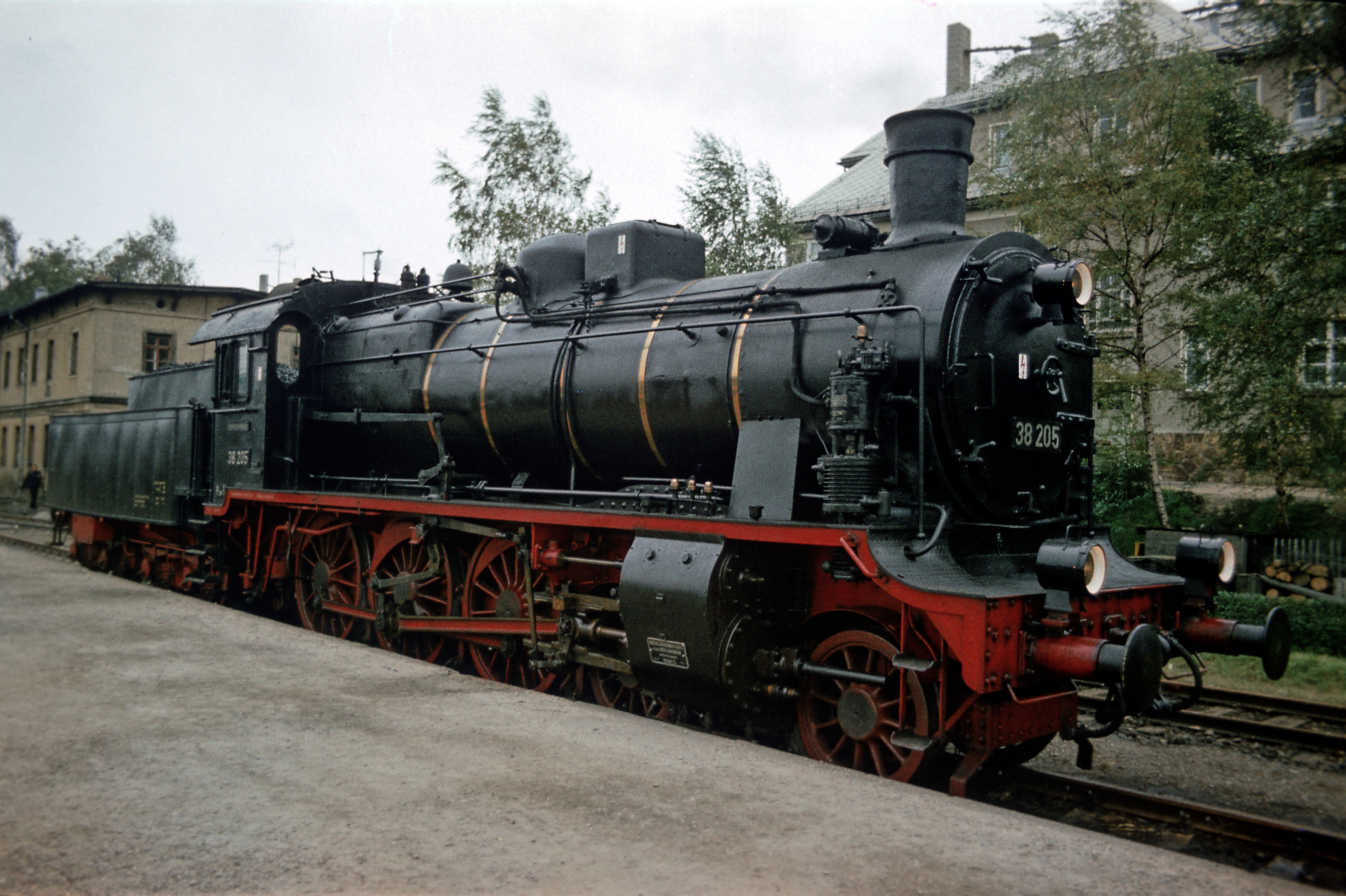
Dernier exemple existant de la série : 38 205 à Nossen (1980)

Ces Ten Wheel disposaient d'un moteur à deux cylindres à simple expansion et la distribution était du type « Walschaerts ». Le foyer était un foyer de type « Belpaire ». Elles disposaient d'un surchauffeur de type « Schmidt » à 24 éléments. L'échappement était de type « fixe allemand ». Le bogie à longerons internes avait un déplacement latéral de + ou - ?? mm.
Ces locomotives provenaient de la même série mais présentaient quelques différences entre elles, tels:
- la présence d'un tablier bas pour les 230.960 à 230.964 situé juste au-dessus des roues alors que le reste de la série disposait d'un tablier relevé dégageant le train de roulement
- deux formes d'aérateurs de toiture
- porte de boîte à fumée légèrement bombée ou de forme pointue
- pompe de type Knorr placée à l'avant ou sur le côté de la chaudière
- et enfin chapelles d'alimentation regroupées sur le côté gauche ou de chaque côté de la chaudière

## Utilisation et services
Les 25 locomotives furent attribuées à l'Administration des chemins de fer de l'État au titre des prestations d'armistice à la suite de la Première Guerre mondiale le 14 septembre 1919.
Après remise en état pour certaines, elles furent affectées au dépôt de Rennes où elles effectuèrent un service d'omnibus et de marchandises. Par la suite elles furent ventilées vers les dépôts de Caen, Dieppe, Dol-de-Bretagne, Argentan, Laval, Paris-Vaugirard et Saintes. Elles firent un service sans faille en étant appréciées du personnel de conduite et des dirigeants qui les firent bénéficier de petites améliorations telles : la pose de tampons unifiés ronds, d'une porte de boîte à fumée de type « État ». Quelques locomotives furent munies d'un échappement de type « PO » avant qu'en 1933 ne fut posé sur toute la série un échappement de type « Lemaître » qui améliora la vaporisation.
En 1936 une partie de la série, arrivant à échéance de révision, fut garée en attente de jours meilleurs à la suite d'une baisse du trafic.
Néanmoins, à la formation de la SNCF au 1er janvier 1938, la série fut réimmatriculée : 3-230 E 960 à 984. Durant la Seconde Guerre mondiale 16 locomotives furent réquisitionnées par les Allemands et prirent le chemin de l'Allemagne avant de revenir en France à la fin de la Guerre.
Devant le but de regrouper toutes les locomotives ex-allemandes sur les régions Est et Nord toute la série fut mutée sur la région est avec pour corollaire un changement d'immatriculation: 1-230 E 360 à 384. Sur cette nouvelle région elles firent apparemment peu de service malgré leurs bonnes qualités et furent garées avec des mesures conservatoires.
Au 1er janvier 1949 il ne restait plus que 15 locomotives aux effectifs et en 1954 il fut cédé les : 1-230 E 360, 364, 371, 376 et 377 à la Deutsche Bundesbahn. Toute la série fut amortie au 1er janvier 1957.

## Tenders
Ces locomotives furent accouplées avec des tenders à bogies de même provenance contenant 21 m3 d'eau et 7 t de charbon. Ils furent immatriculés 21 124 à 21 147 puis 3-21 B 124 à 147. Après leur mutation à la région Est, ils ne furent pas réimmatriculés et seul l'indice changera, donnant les : 1-21 B 124 à 147.

## Caractéristiques
- Pression de la chaudière : 13 kg/cm2
- Surface de grille : 2,83 m2
- Surface de chauffe : 162,3 m2
- Surface de surchauffe : 43 m2
- Diamètre et course des cylindres : 550 mm × 600 mm
- Diamètre des roues du bogie : 1 065 mm
- Diamètre des roues motrices : 1 590 mm
- Masse à vide : 65,6 t
- Masse en ordre de marche : 73,3 t
- Masse adhérente : 47,1 t
- Longueur hors tout : 10,925 m
- Masse du tender en ordre de marche : 51,7 t
- Masse totale : 121,6 t
- Longueur totale : 18,972 m (avec tender 2'2'T21)
- Vitesse maxi en service : 90 km/h[2]